# Fortí (Lassíthi)
Fortí, en grec moderne : Φορτί, est un village du dème d'Ágios Nikólaos, dans le district régional de Lassithi, en Crète, en Grèce. Selon le recensement de 2011, la population de Fortí compte 93 habitants. Le village est situé à proximité du golfe Mirambélou.

## Source de la traduction
- (el) Cet article est partiellement ou en totalité issu de l’article de Wikipédia en grec moderne intitulé « Φορτί Λασιθίου » (voir la liste des auteurs).